# 大宮守人
大宮守人（日语：大宮守人，1919年—2000年4月29日）是出生於日本北海道旭川市的拉麵師傅，為日式料理「味噌拉麵」的開發創始者。

## 生平
於第二次世界大戰期間，大宮守人曾在南滿洲鐵道裡擔任駕駛員工。戰爭結束後於1948年大宮守人在札幌一帶擺設販賣螺肉烏龍麵之類小吃的路邊攤販，當時在他隔壁是往後開設拉麵連鎖店「龍鳳」的松田勘七；所待的拉麵攤販。
之後在松田勘七的介紹之下大宮守人前往與他一同從事拉麵料理，於1950年大宮守人則在位於札幌市中央區)的薄野一帶；開設了自己經營的拉麵店「味之三平」（味の三平）。
後續某日大宮守人在翻閱《讀者文摘》時，發現有一篇由美極食品工廠方面人士撰寫的一篇文章；內容表示著味噌雖是日本代表的調味料卻沒在料理界上好好活用感到可惜，這篇文章讓大宮守人開始想出要將味噌套用到拉麵上的作法。在1955年大宮守人開始推出他所研發的味噌拉麵，並在當年《生活手帖》雜誌的介紹之下開始獲得注目。隨後味噌拉麵便成為日式拉麵裡代表的口味之一，而大宮守人的創舉；也被往後認為是日式拉麵界裡的第一次革命。
2000年4月29日大宮守人離世，他去世後味之三平仍有持續經營著。

## 外部連結
- 大宮守人創立的拉麵店「味之三平」現今的官方網頁 （页面存档备份，存于）（日語）